# Urban Trad

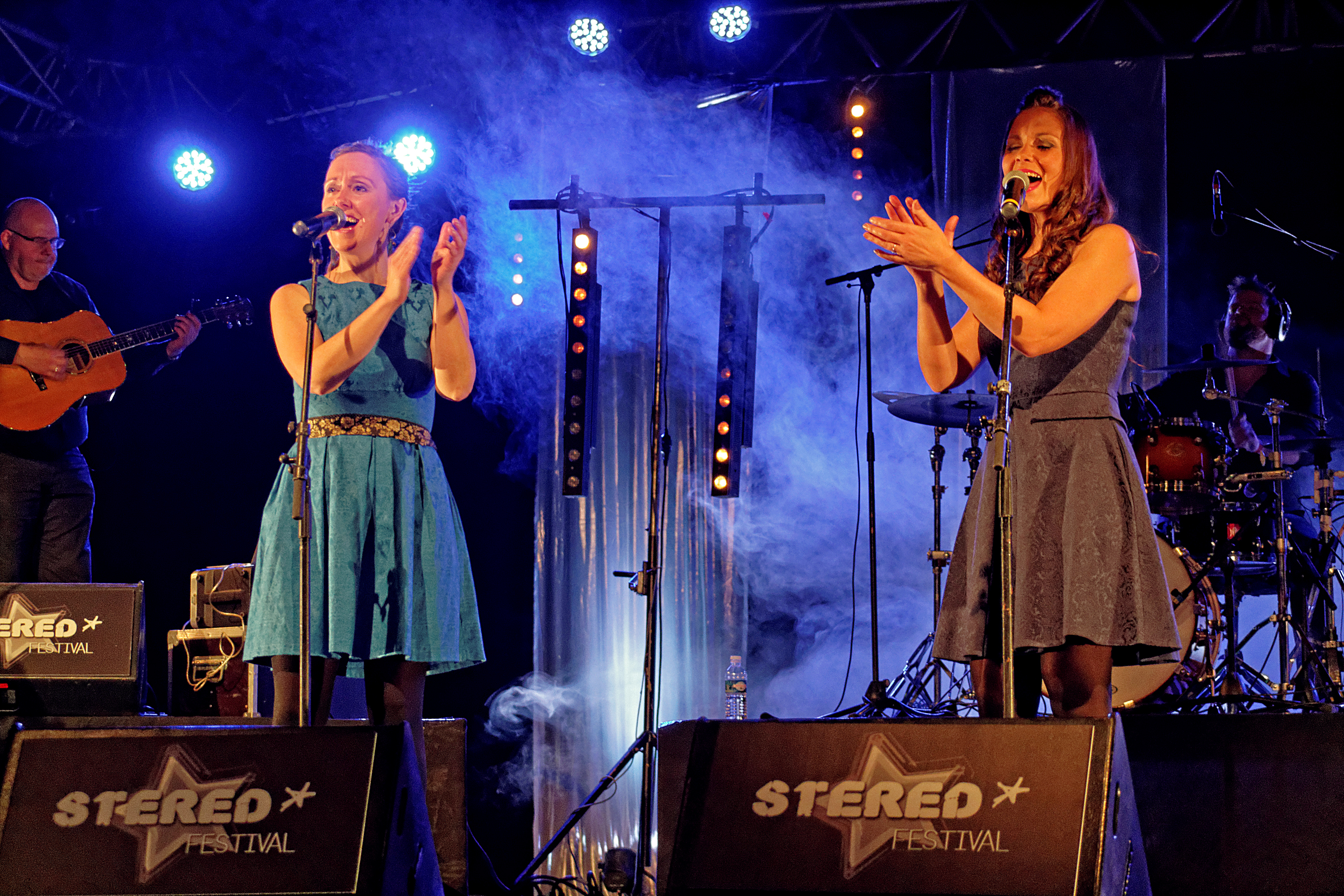
Soetkin Collier & Veronica Codesal 2015

Urban Trad – belgijski zespół muzyczny grający muzykę folkową, założony w 2000 przez Yves’a Barbieuxa. Zdobywca drugiego miejsca dla Belgii w finale 48. Konkursu Piosenki Eurowizji (2003).

## Historia
W 2000 zespół wydał debiutancki album studyjny, zatytułowany One-o-Four, nagrany przy współpracy ze znanymi muzykami belgijskiej i międzynarodowej sceny folkowej. Po sukcesie trasy promocyjnej zgłosili się do belgijskiego nadawcy publicznego RTBF z chęcią reprezentowania kraju w 48. Konkursie Piosenki Eurowizji. Z piosenką „Sanomi”, nagraną w języku sztucznym, zostali wybrani wewnętrznie na reprezentantów Belgii w konkursie organizowanym w Rydze. 24 maja wystąpili w finale konkursu i zajęli w nim drugie miejsce z dwoma punktami straty do laureatki, Sertab Erener z Turcji. Przed rozpoczęcie prób jedna z wokalistek, Soetkin Collier, została odsunięta z zespołu z powodu swoich nazistowskich poglądów. Pomimo wydania przez nią oświadczenia, w którym zaprzeczyła oskarżeniom, nie została dopuszczona do występu w finale Eurowizji. Po występie w konkursie wydali drugi album studyjny pt. Kerua, który został sprzedany w ponad 30 tys. egzemplarzy w kraju, za co otrzymali status złotej płyty. Również w 2003 wydali trzeci album studyjny pt. Sanomi, po czym odbyli europejską trasę koncertową.
W październiku 2004 wydali album pt. Elem, zawierający materiał inspirowany nowoczesnymi brzmieniami. Wydawnictwo, promowane przez singiel „De l’air”, zostało wydane w kilku krajach w Europie. W 2007 nagrali i wydali album studyjny pt. Erbalunga. W 2012 roku zawiesili wspólną działalność.
W międzyczasie, w 2005 Veronica Codesal, jedna z wokalistek grupy, wydała samodzielnie album studyjny pt. Imaxes, który nagrała z zespołem Camaxe.

## Skład zespołu
| - Yves Barbieux – flet, dudy galicyjskie - Veronica Codesal – śpiew - Soetkin Collier – śpiew - Sophie Cavez – akordeon - Philip Masure – gitara akustyczna - Dirk Naessens – skrzypce - Cedric Waterschoot – gitara basowa | - Michel Morvan – perkusja (zmarł 3 lipca 2010) - Marie-Sophie Talbot – śpiew, fortepian, perkusjonalia - Didier Laloy – akordeon |

## Dyskografia

### Albumy studyjne
- One-o-Four (2001)
- Kerua (2003)
- Sanomi (2003)
- Elem (2004)
- Erbalunga (2007)